# Estreno de la Sinfonía n.º 7 de Shostakóvich en Leningrado

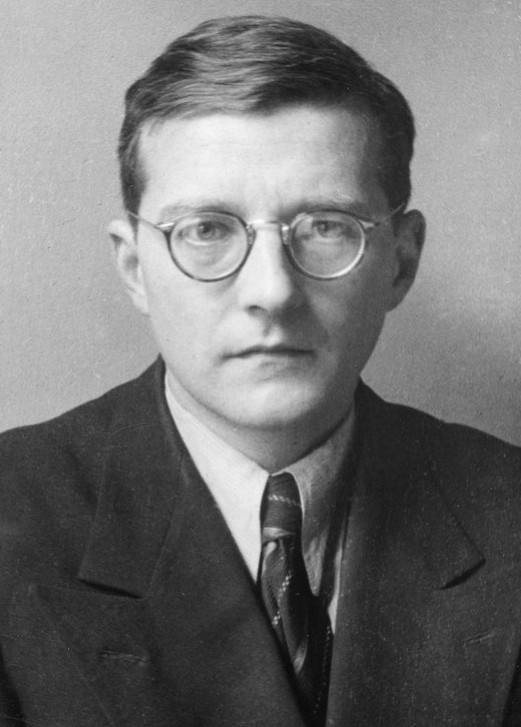
Dmitri Shostakóvich en 1942.

El estreno de la Sinfonía n.º 7 de Dmitri Shostakóvich en Leningrado tuvo lugar el 9 de agosto de 1942 durante la Segunda Guerra Mundial, mientras las fuerzas de la Alemania nazi estaban sitiando la ciudad de Leningrado (hoy San Petersburgo).
Dmitri Shostakóvich había previsto que la Orquesta Filarmónica de Leningrado estrenara la pieza, pero, debido al sitio, la agrupación fue evacuada de la ciudad, al igual que el compositor. El estreno mundial de la sinfonía tuvo lugar en Kúibyshev con la Orquesta del Bolshói. El estreno en Leningrado lo interpretaron los músicos supervivientes de la Orquesta de la Radio de Leningrado, reforzada con músicos militares. La mayoría de ellos estaban famélicos, lo que dificultó los ensayos: los músicos a menudo se desmayaban durante los mismos, y tres murieron. La orquesta llegó a interpretar la sinfonía de corrido sólo una vez antes del concierto.
A pesar del lamentable estado de los intérpretes y de la mayor parte de los espectadores, el concierto fue un éxito rotundo, que generó una ovación de más de una hora. El concierto contó con el apoyo de una ofensiva militar soviética, cuyo nombre en clave era «Borrasca», con el objetivo de silenciar las fuerzas alemanas durante la interpretación. La sinfonía se retransmitió a las líneas alemanas a través de altavoces como una táctica de guerra psicológica. El estreno de Leningrado es considerado por los críticos musicales como una de las interpretaciones artísticas más importantes durante la guerra, debido a sus efectos psicológicos y políticos. El director, Karl Eliasberg, concluyó que «en ese momento, supuso un triunfo sobre la desalmada maquinaria de guerra nazi». En 1964 y en 1992, se llevaron a cabo conciertos conmemorativos interpretados por los músicos supervivientes.

## Contexto histórico

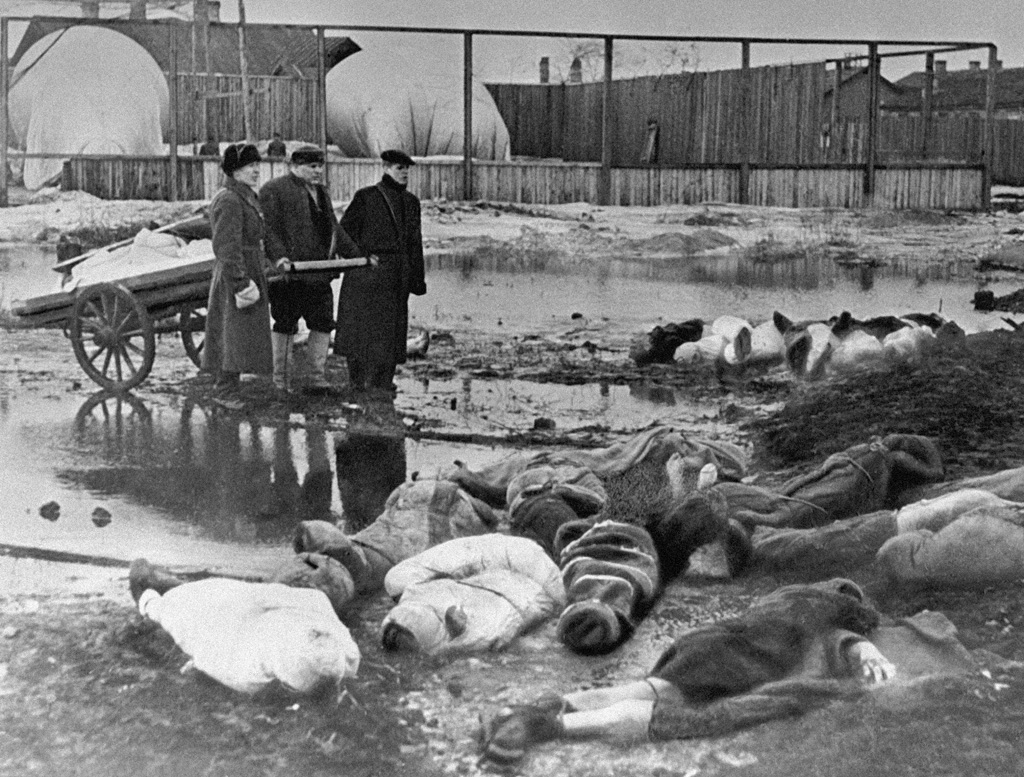
El asedio a Leningrado causó innumerables muertes debido al frío y la inanición.

El compositor soviético Dmitri Shostakóvich terminó su Sinfonía n.º 7 el 27 de diciembre de 1941 y se la dedicó a Leningrado, la ciudad que le vio nacer. En ese momento, la ciudad llevaba aproximadamente 16 semanas de su sitio de 872 días por parte de las fuerzas de la Alemania nazi, que provocaría la muerte de aproximadamente un tercio de la población existente en la ciudad antes de la guerra.
Shostakóvich quería que fuera la Orquesta Filarmónica de Leningrado quien estrenara la sinfonía, pero la agrupación había sido evacuada a Novosibirsk como parte del éxodo cultural dirigido por el gobierno. En su lugar, el estreno mundial tuvo lugar en Kúibyshev el 5 de marzo de 1942, por la Orquesta del Bolshói bajo la dirección de Samuíl Samosúd. El estreno moscovita fue ofrecido por una combinación de las orquestas del Bolshói y la Orquesta Sinfónica de Radio Moscú el 29 de marzo en la Sala de las Columnas de la Casa de los Sindicatos.
La partitura en formato microfilm se envió por avión a Teherán en abril para permitir su difusión en Occidente. El 22 de junio, se estrenó en Europa occidental, en una retransmisión de la Orquesta Filarmónica de Londres dirigida por Henry Wood y el 29 de junio tuvo lugar un concierto de estreno en los Proms en el Royal Albert Hall de Londres. El estreno en Estados Unidos se retransmitió desde Nueva York el 19 de julio de 1942 por la Orquesta Sinfónica de la NBC, bajo la dirección de Arturo Toscanini.

## Preparativos
La Orquesta de la radio de Leningrado, dirigida por Karl Eliasberg, era la única agrupación sinfónica que permaneció en Leningrado después de que la Filarmónica fuera evacuada. Su última actuación tuvo lugar el 14 de diciembre de 1941 y su última retransmisión el 1 de enero de 1942. Una larga nota del siguiente ensayo programado anunciaba «No hubo ensayo. Srabian está muerto. Petrov está enfermo. Borishev está muerto. La orquesta no está operativa».
El 2 de abril de 1942, Boris Zagorsky y Yasha Babushkin del Departamento Artístico de la ciudad anunciaron el inicio de los preparativos para llevar a cabo la interpretación de la sinfonía. El parón en la retransmisión musical llegó a su fin rápidamente gracias a Andréi Zhdánov, el jefe del Partido Comunista involucrado en la defensa de Leningrado, para dar cabida a los ensayos y como apoyo moral a la ciudad. Poder interpretar la sinfonía «se convirtió en un asunto de orgullo cívico, incluso militar». Según un miembro de la orquesta, «las autoridades de Leningrado querían estimular emocionalmente a sus gentes para que se sintieran atendidos». Se consideró como un importante acto político debido a su potencial utilidad como propaganda.
De los cuarenta miembros originales de la Orquesta de la radio de Leningrado, sólo catorce o quince todavía vivían en la ciudad, ya que los demás habían muerto de hambre o se habían marchado para luchar contra el enemigo. La sinfonía de Shostakóvich requería una orquesta ampliada de cien músicos, lo que significa que el personal con el que contaban era extremadamente insuficiente. Eliasberg, que en ese momento estaba siendo tratado por «distrofia», fue de puerta en puerta para buscar a los músicos que no habían respondido a la reconstrucción de la orquesta debido al hambre o la debilidad. «Dios mío, qué delgados estaban muchos», recordó uno de los organizadores. «Cómo se animaron esas personas cuando empezamos a sacarlos de sus apartamentos oscuros. Nos emocionamos hasta el llanto cuando sacaron sus ropas de concierto, sus violines, violonchelos y flautas, y comenzaron los ensayos bajo el dosel helado del estudio». Un avión que transportaba suministros de Kúibyshev transportó la partitura del director de 252 páginas de la sinfonía a Leningrado.
El primer ensayo en marzo de 1942 estaba planeado que durara tres horas, pero tuvo que detenerse después de quince minutos porque los treinta músicos presentes estaban demasiado débiles para tocar sus instrumentos. Con frecuencia se desplomaban durante los ensayos, especialmente aquellos que tocaban instrumentos de viento. El mismo Eliasberg tuvo que ser arrastrado a los ensayos en un trineo y, finalmente, los funcionarios comunistas lo trasladaron a un apartamento cercano y le dieron una bicicleta para transportarse. Sus primeros intentos de dirección fueron como un «pájaro herido con alas que se van a caer en cualquier momento». Un informe de Babushkin señaló que «el primer violín está muriendo, el tambor murió camino al trabajo, el trompa está a las puertas de la muerte ...». Los músicos orquestales recibieron raciones adicionales (donadas por civiles entusiastas de la música) en un esfuerzo por combatir el hambre y se usaron ladrillos calientes para irradiar calor. Sin embargo, tres intérpretes murieron durante los ensayos. Se colocaron carteles por la ciudad pidiendo a todos los músicos que comparecieran ante el Comité de Radio para su incorporación a la orquesta. También retiraron del frente o fueron reasignados los intérpretes de las bandas militares soviéticas con el apoyo del comandante soviético del frente de Leningrado, Leonid Góvorov.
Además de la Séptima Sinfonía, la orquesta improvisada también ensayó obras sinfónicas tradicionales de Ludwig van Beethoven, Piotr Ilich Chaikovski y Nikolái Rimski-Kórsakov. El 5 de abril se celebró un concierto de extractos de Chaikovski. Algunos músicos protestaron por la decisión de interpretar la sinfonía de Shostakóvich, ya que no querían gastar su poca fuerza en una obra «intrincada y poco accesible». Eliasberg amenazó con rescindir las raciones adicionales, lo que sofocó cualquier disidencia. Durante los ensayos, criticaron a Eliasberg por su comportamiento duro: los músicos que se perdieron los ensayos, llegaron tarde o no interpretaron según las expectativas perdieron sus raciones. Un intérprete perdió las raciones porque asistió al entierro de su esposa y llegó tarde al ensayo. Aunque algunas fuentes sugieren que se empleó un equipo de copistas, de acuerdo con otras fuentes, se hizo que los músicos copiaran sus partes individuales a mano de la partitura.
Los ensayos se llevaron a cabo seis días a la semana en el Teatro Pushkin, generalmente de diez de la mañana a una del mediodía. Fueron interrumpidos con frecuencia por sirenas antiaéreas y algunos músicos debieron realizar tareas antiaéreas o de extinción de incendios. Para que pudieran asistir a los ensayos, los artistas recibieron tarjetas que los identificaba como miembros de la orquesta para mostrar en los puntos de control. Se enviaron componentes de la orquesta militar (y algunas tropas ordinarias) a los ensayos para complementar a los intérpretes. Trasladaron los ensayos a la Philharmonia Hall en junio y, a finales de julio, se aumentaron a entre 5 y 6 horas diarias. Los instrumentos estaban en malas condiciones y había pocos reparadores disponibles. A un oboísta le pidieron un gato a cambio de una reparación, ya que el hambriento reparador ya se había comido varios.
La orquesta interpretó toda la sinfonía hasta el final una única vez antes del estreno, en un ensayo general el 6 de agosto.

## Interpretación

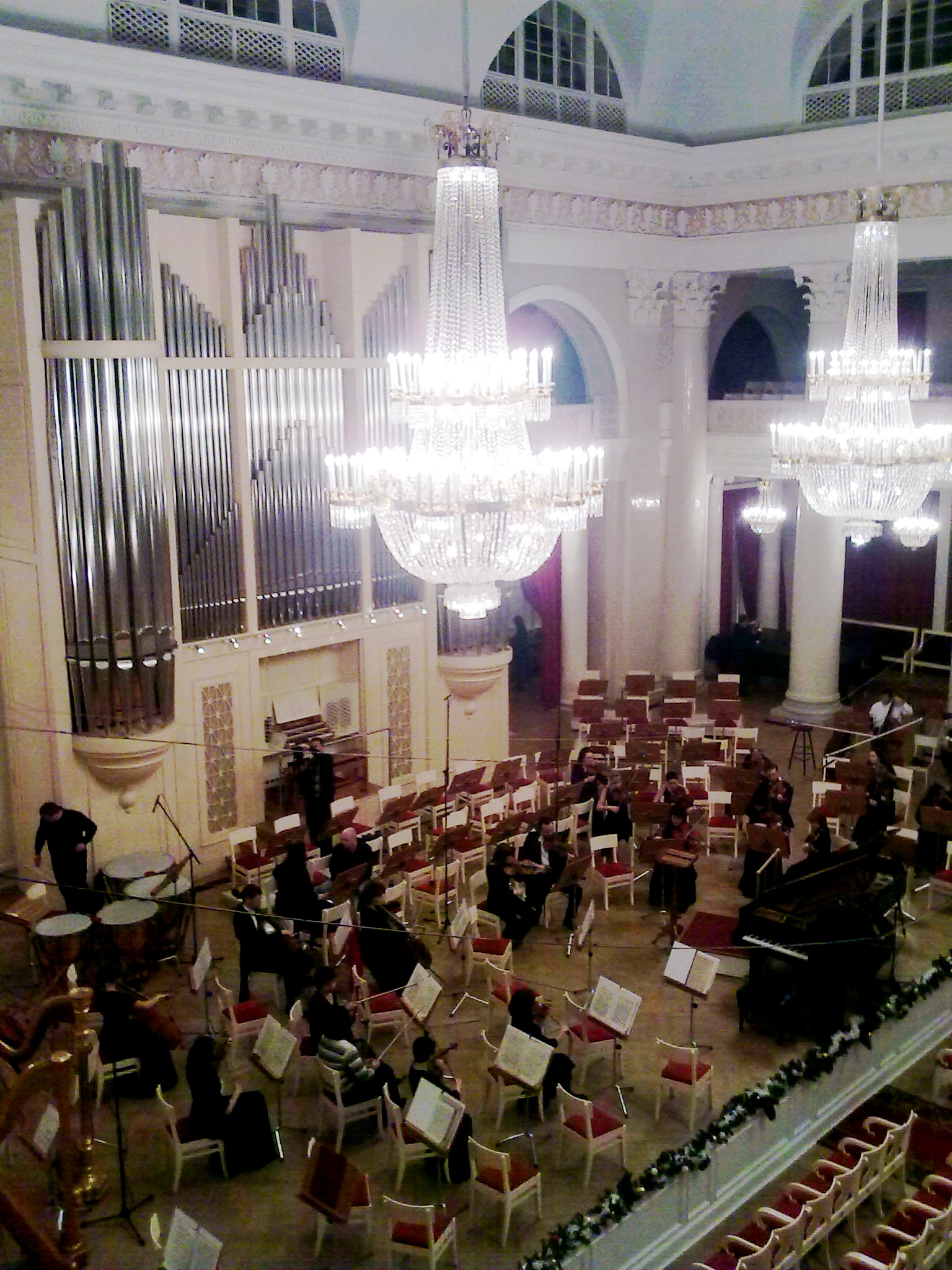
Escenario de la Gran Sala de la Filarmónica, donde se celebró el concierto.

El concierto se interpretó en la Gran Sala de la Filarmónica, el 9 de agosto de 1942, día en el que Adolf Hitler había previsto celebrar un lujoso banquete en el Hotel Astoria de Leningrado para celebrar la caída de la ciudad. A la actuación le precedió un discurso de radio pregrabado por Eliasberg, transmitido a las seis de la tarde:

Camaradas, está a punto de suceder un gran acontecimiento en la historia cultural de nuestra ciudad. En unos minutos, escucharán por primera vez la Séptima Sinfonía de Dmitri Shostakóvich, nuestro destacado conciudadano. Escribió esta gran composición en la ciudad durante los días en que el enemigo, increíblemente, intentaba entrar en Leningrado. Cuando los cerdos fascistas bombardeaban y aplastaban a toda Europa y Europa creía que los días de Leningrado habían terminado. Pero esta actuación es testimonio de nuestro espíritu, coraje y disposición para luchar. ¡Escuchen, camaradas!

El teniente general Leonid Góvorov ordenó un bombardeo de las posiciones de artillería alemana antes del concierto en una operación especial, cuyo nombre en clave era «Borrasca». El personal de inteligencia soviético había localizado las baterías alemanas y los puestos de observación unas semanas antes, en preparación para el ataque. Se lanzaron tres mil proyectiles de alto calibre sobre el enemigo. El propósito de la operación era evitar que los alemanes atacaran la sala de conciertos y asegurarse de que estuviera lo suficientemente silenciosa para escuchar la música por los altavoces que ordenó instalar. También animó a los soldados soviéticos a escuchar el concierto por radio. El musicólogo Andrei Krukov luego elogió las acciones de Góvorov como un «incentivo» para el concierto y agregó que su decisión de permitir que los soldados participaran fue «una decisión bastante excepcional». El propio Góvorov comentó más tarde a Eliasberg que «también tocamos nuestro instrumento en la sinfonía, ya sabes», en referencia al fuego de artillería. La contribución militar al asunto no fue ampliamente conocida hasta mucho después de que terminara la guerra.
El concierto tuvo una gran audiencia, compuesta por líderes del partido, personal militar y civiles. Los ciudadanos de Leningrado que no cabían en el auditorio se reunieron alrededor de las ventanas abiertas y los altavoces. Los músicos en el escenario estaban «vestidos como repollos» en múltiples capas para evitar los escalofríos inducidos por el hambre. Poco antes de que comenzara el concierto, encendieron las luces eléctricas sobre el escenario por primera vez desde que habían comenzado los ensayos. Cuando la sala quedó en silencio, Eliasberg comenzó a dirigir. La actuación fue de mala calidad artística, pero se destacó por la emoción que suscitó en el público y por su final: cuando algunos músicos «vacilaron» por el cansancio, el público se puso de pie «en un gesto notable, espontáneo ... deseando que siguieran adelante».
La actuación recibió una ovación de una hora y una joven le regaló a Eliasberg un ramo de flores cultivadas en Leningrado. Muchos en la audiencia estaban llorando debido al impacto emocional del concierto, que se vio como una «biografía musical del sufrimiento de Leningrado». Invitaron a los músicos a un banquete con los funcionarios del Partido Comunista para celebrarlo.
Los altavoces transmitieron la actuación por toda la ciudad, así como a las fuerzas alemanas en un movimiento de guerra psicológica, un «ataque táctico contra la moral alemana». Un soldado alemán recordó cómo su escuadrón «escuchaba la sinfonía de héroes». Eliasberg se reunió más tarde con algunos de los alemanes que acamparon en las afueras de Leningrado durante la actuación, quienes le dijeron que les había hecho creer que nunca capturarían la ciudad: «¿A quién bombardeamos? Nunca podremos tomar Leningrado porque la gente de aquí es abnegada».

## Recepción y legado
La experta en Shostakóvich Laurel Fay sugirió que este concierto fue «un evento de importancia legendaria en sí mismo». El periodista Michael Tumely lo denominó «un momento legendario en la historia política y militar soviética». El crítico estadounidense Dhuga afirmó que esta actuación «fue reconocida popularmente —y, por supuesto, oficialmente— como el preludio de la victoria real sobre los alemanes». El bloqueo se rompió a principios de 1943 y terminó en 1944. Eliasberg estuvo de acuerdo con la evaluación de Dhuga y dijo que «toda la ciudad había encontrado su humanidad ... en ese momento, triunfamos sobre la desalmada máquina de guerra nazi». No hubo reconocimiento oficial del significado del concierto: un músico señaló que después «no hubo comentarios, nada hasta 1945».
La Sinfonía n.º 7 de Shostakóvich gozó de cierta popularidad en todo el mundo occidental durante la guerra, pero a partir de 1945 rara vez se interpretó fuera de la Unión Soviética. Se convirtió en un punto de controversia en la década de 1980 después de que Solomon Volkov sugiriera en su libro Testimony que no se trataba de una crítica a los nazis, sino al gobierno soviético. Se ha debatido la veracidad del relato de Volkov, que según él se basa en entrevistas con Shostakóvich. Otros temas de controversia sobre la sinfonía incluyen si se inspiró en el ataque a Leningrado (como afirmaron las autoridades soviéticas y las versiones oficiales) o si se planeó con anterioridad y se reutilizó para la propaganda, así como su mérito artístico en comparación con otras obras del compositor.
El estreno convirtió a Eliasberg en un «héroe de la ciudad». Poco después del concierto, se casó con Nina Bronnikova, que había interpretado la parte de piano. Pero una vez que terminó el asedio y la Filarmónica regresó a Leningrado, cayó en desgracia. El director de la Filarmónica, Yevgueni Mravinski, lo hizo despedir en 1950 porque envidiaba su aclamación popular. Eliasberg era un director itinerante «pobre y en gran parte olvidado» cuando murió en 1978. Sin embargo, en el cincuenta aniversario del estreno, sus restos fueron trasladados al prestigioso Cementerio Vólkovo, como resultado de una campaña de la archivista de orquesta Galina Retrovskaya, el director Yuri Temirkánov y el alcalde de San Petersburgo, Anatoli Sobchak. Sarah Quigley ficcionalizó la carrera de Eliasberg en tiempos de guerra en su novela histórica The Conductor.
Los artistas supervivientes participaron en conciertos de reencuentro en 1964 y 1992 y tocaron «desde los mismos asientos en la misma sala». Shostakóvich asistió al primero de estos conciertos el 27 de enero de 1964. Veintidós músicos y Eliasberg interpretaron la sinfonía y se colocaron instrumentos en las otras sillas para representar a los participantes que habían muerto desde el estreno. La actuación de 1992 contó con los catorce supervivientes restantes. El concierto de 1942 también se conmemoró en la película de 1997 The War Symphonies: Shostakovich Against Stalin. Hay un pequeño museo dedicado al evento en la Escuela n.º 235 en San Petersburgo, que incluye una estatua de Shostakóvich y artefactos de la actuación.